# جيراردو أورتيغا
جيراردو أورتيغا (بالإسبانية: Gerardo Ortega)‏ هو لاعب كرة قدم إسباني، ولد في 13 أكتوبر 1947 في مورون دي ألماسان في إسبانيا.

## وصلات خارجية
- جيراردو أورتيغا على موقع اللجنة الأولمبية الدولية (الإنجليزية)
- جيراردو أورتيغا على موقع أوليمبيديا (الإنجليزية)